# ソイロ・ベルサイエス
- ゾイロ・バーゼルス
- ゾイロ・バーセールス

ソイロ・カサノヴァ・ベルサイエス・ロドリゲス（Zoilo Casanova Versalles Rodriguez , 1939年12月18日 - 1995年6月9日）は、キューバ出身のプロ野球選手（遊撃手）。右投右打。
発音リスペリングはZOY-lo vair-SY-yez (ゾイロー・ヴェアサイエズ)。

## 経歴
キューバのヴェルダードに生まれた。メセイ・ドミンゴス高校を経た後、1958年のシーズン前、18歳でワシントン・セネタース（現：ミネソタ・ツインズ）と契約した。早くも翌1959年シーズンには19歳でメジャーデビューを果たしている。
ベルサイエスの能力が開花したのは、チームがワシントンD.C.からミネソタへ移転した1961年である。正遊撃手としてのちにMLBで一二を争うと言われるまでになった守備力を発揮し、打撃面でもその俊足から一番打者に定着した。レギュラー3年目の1963年にはオールスターゲームへ選出されるとともに、その守備力が評価されてゴールドグラブ賞を獲得した。
ベルサイエスのキャリアのハイライトは、1965年である。同シーズンにチームはミネソタへ移転して初めてリーグ優勝しているが、ベルサイエスは一番打者及び遊撃手としてチームを牽引し、126得点、45二塁打、12三塁打、308塁打、76長打はリーグトップ（122三振もリーグ最多だった）、182安打はリーグ2位となるなどの活躍を見せ、オールスター出場・ゴールドグラブ賞獲得のみならず、アメリカンリーグの最優秀選手（MVP）に輝いた。
1967年シーズン終了後、ベルサイエスはロサンゼルス・ドジャースへトレード移籍する。1968年、プレー中のケガで背中を痛め、以降、成績は下降線をたどっていく。翌1969年にはクリーブランド・インディアンスへ移籍したが、シーズン中の7月、更にワシントン・セネタース（現：テキサス・レンジャーズ）へトレードされる。同シーズンは遊撃手よりも二塁手・三塁手としての出場が多くなっていた。
1970年シーズン直前にワシントンから放出されたベルサイエスは、1年間、メキシカンリーグでプレーする。そして1971年3月にアトランタ・ブレーブスと契約し、プレーするものの往年の活躍は見られず、同年限りで引退することとなった。
翌1972年7月、ベルサイエスは日本へ渡り広島東洋カープに入団した。シーズン当初から不振の続くカープは、起爆材料として大リーグで最優秀選手の実績を残したベルサイエスを獲得することとした。当時のカープは、いわゆる純血主義を唱え、外国人選手は日系人や、日本人と同様に扱われる在日韓国・朝鮮人などアジア系の定住者（入団以前に日本に帰化した選手を含む）以外採用したことがなかったが、カープ初の外国人選手としてベルサイエスを獲得したのである。ベルサイエスは主に三塁手として出場したが、背中のケガに加え、デビュー戦でいきなり右足を捻挫、打順も7番か8番という有様で終始精彩を欠き、同シーズンがベルサイエスのキャリア最後のシーズンとなった。
引退後はミネソタ州ミネアポリスに住み、ゴルフクラブ販売などの事業を始めた。しかし、故郷キューバを恋しがり、ほとんど英語が話せなかったベルサイエスの事業は成功しなかった。多額の債務を整理するため、MVPトロフィーやゴールドグラブの賞品を手放すことになったとも伝えられている。晩年は不遇だったようであり、背中のほか、心臓と胃に持病を抱えていた。
1995年6月9日、ベルサイエスはミネソタ州ブルーミントン近郊にて55歳で死去した。2006年、ミネソタ・ツインズはベルサイエスを「ツインズ野球殿堂」メンバーに選出した。

## 詳細情報

### 年度別打撃成績
| 年 度     | 球 団     | 試 合 | 打 席 | 打 数 | 得 点 | 安 打 | 二 塁 打 | 三 塁 打 | 本 塁 打 | 塁 打 | 打 点 | 盗 塁 | 盗 塁 死 | 犠 打 | 犠 飛 | 四 球 | 敬 遠 | 死 球 | 三 振 | 併 殺 打 | 打 率 | 出 塁 率 | 長 打 率 | O P S |
| --------- | --------- | ----- | ----- | ----- | ----- | ----- | -------- | -------- | -------- | ----- | ----- | ----- | -------- | ----- | ----- | ----- | ----- | ----- | ----- | -------- | ----- | -------- | -------- | ----- |
| 1959      | WS2 MIN   | 29    | 64    | 59    | 4     | 9     | 0        | 0        | 1        | 12    | 1     | 1     | 0        | 0     | 0     | 4     | 0     | 1     | 15    | 0        | .153  | .219     | .203     | .422  |
| 1960      | WS2 MIN   | 15    | 47    | 45    | 2     | 6     | 2        | 2        | 0        | 12    | 4     | 0     | 0        | 0     | 0     | 2     | 0     | 0     | 5     | 0        | .133  | .170     | .267     | .437  |
| 1961      | WS2 MIN   | 129   | 542   | 510   | 65    | 143   | 25       | 5        | 7        | 199   | 53    | 16    | 9        | 4     | 2     | 25    | 2     | 1     | 61    | 8        | .280  | .314     | .390     | .704  |
| 1962      | WS2 MIN   | 160   | 624   | 568   | 69    | 137   | 18       | 3        | 17       | 212   | 67    | 5     | 5        | 10    | 7     | 37    | 8     | 2     | 71    | 13       | .241  | .287     | .373     | .660  |
| 1963      | WS2 MIN   | 159   | 666   | 621   | 74    | 162   | 31       | 13       | 10       | 249   | 54    | 7     | 4        | 7     | 0     | 33    | 2     | 5     | 66    | 11       | .261  | .303     | .401     | .704  |
| 1964      | WS2 MIN   | 160   | 718   | 659   | 94    | 171   | 33       | 10       | 20       | 284   | 64    | 14    | 4        | 7     | 2     | 42    | 1     | 8     | 88    | 5        | .259  | .311     | .431     | .742  |
| 1965      | WS2 MIN   | 160   | 728   | 666   | 126   | 182   | 45       | 12       | 19       | 308   | 77    | 27    | 5        | 6     | 8     | 41    | 3     | 7     | 122   | 7        | .273  | .319     | .462     | .781  |
| 1966      | WS2 MIN   | 137   | 596   | 543   | 73    | 135   | 20       | 6        | 7        | 188   | 36    | 10    | 12       | 3     | 3     | 40    | 2     | 7     | 85    | 11       | .249  | .307     | .346     | .653  |
| 1967      | WS2 MIN   | 160   | 626   | 581   | 63    | 116   | 16       | 7        | 6        | 164   | 50    | 5     | 3        | 3     | 3     | 33    | 2     | 6     | 113   | 15       | .200  | .249     | .282     | .531  |
| 1968      | LAD       | 122   | 436   | 403   | 29    | 79    | 16       | 3        | 2        | 107   | 24    | 6     | 4        | 6     | 1     | 26    | 4     | 0     | 84    | 7        | .196  | .244     | .266     | .510  |
| 1969      | CLE       | 72    | 242   | 217   | 21    | 49    | 11       | 1        | 1        | 65    | 13    | 3     | 1        | 0     | 2     | 21    | 1     | 2     | 47    | 7        | .226  | .298     | .300     | .597  |
| 1969      | WS3       | 31    | 79    | 75    | 9     | 20    | 2        | 1        | 0        | 24    | 6     | 1     | 0        | 0     | 0     | 3     | 0     | 1     | 13    | 1        | .267  | .304     | .320     | .624  |
| '69計     | WS3       | 103   | 321   | 292   | 30    | 69    | 13       | 2        | 1        | 89    | 19    | 4     | 1        | 0     | 2     | 24    | 1     | 3     | 60    | 8        | .236  | .299     | .305     | .604  |
| 1971      | ATL       | 66    | 210   | 194   | 21    | 37    | 11       | 0        | 5        | 63    | 22    | 2     | 1        | 4     | 1     | 11    | 1     | 0     | 40    | 7        | .191  | .233     | .325     | .558  |
| 1972      | 広島      | 48    | 141   | 132   | 13    | 25    | 7        | 0        | 4        | 44    | 10    | 0     | 3        | 2     | 1     | 6     | 1     | 0     | 28    | 3        | .189  | .223     | .333     | .556  |
| MLB：12年 | MLB：12年 | 1400  | 5578  | 5141  | 650   | 1246  | 230      | 63       | 95       | 1887  | 471   | 97    | 48       | 50    | 29    | 318   | 26    | 40    | 810   | 92       | .242  | .290     | .367     | .657  |
| NPB：1年  | NPB：1年  | 48    | 141   | 132   | 13    | 25    | 7        | 0        | 4        | 44    | 10    | 0     | 3        | 2     | 1     | 6     | 1     | 0     | 28    | 3        | .189  | .223     | .333     | .556  |

- 各年度の太字はリーグ最高
- WS2（ワシントン・セネタース）は、1961年にMIN（ミネソタ・ツインズ）に球団名を変更

### 表彰
MLB
- シーズンMVP：1回（1965年）
- ゴールドグラブ賞（遊撃手部門）：2回（1963年、1965年）

### 記録
MLB
- MLBオールスターゲーム選出 ： 2回（1963年、1965年）

NPB
- 初出場・初先発出場：1972年7月19日、対阪神タイガース15回戦（広島市民球場）、7番・2塁手で先発出場
- 初打席：同上、2回裏に谷村智博の前に三振
- 初安打：1972年7月30日、対阪神タイガース20回戦（阪神甲子園球場）、池島和彦から単打
- 初本塁打：1972年8月12日、対大洋ホエールズ17回戦（岡山県野球場）、2回裏に佐藤元彦からソロ

### 背番号
- 5（1959年 - 1960年）
- 2（1961年 - 1968年）
- 15（1969年）
- 17（1969年）
- 18（1971年）
- 49（1972年）